# صالون تجميل

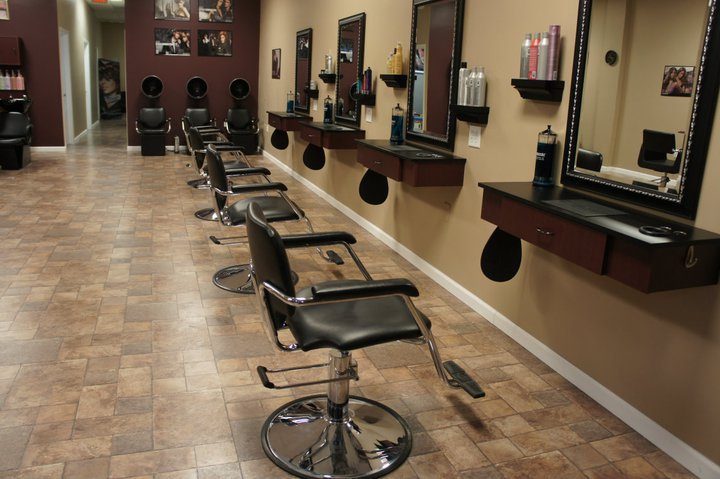
أرضية صالون تصفيف الشعر

صالون تجميل، أو محل تجميل، هي مؤسسة تتعامل مع العلاجات التجميلية للرجال والنساء. تشمل الأشكال الأخرى لهذا النوع من الأعمال مثل صالونات الشعر والمنتجعات الصحية.
هناك فرق بين صالون التجميل وصالون الشعر، وعلى الرغم من أن العديد من الشركات الصغيرة تقدم مجموعتين من العلاجات. توفر صالونات التجميل خدمات ممتدة تتعلق بصحة البشرة، وجماليات الوجه، والعناية بالقدم، وطلاء الأظافر، والعلاج بالأكسجين، وحمامات الطين والعديد من الخدمات الأخرى.

## علاجات التجميل

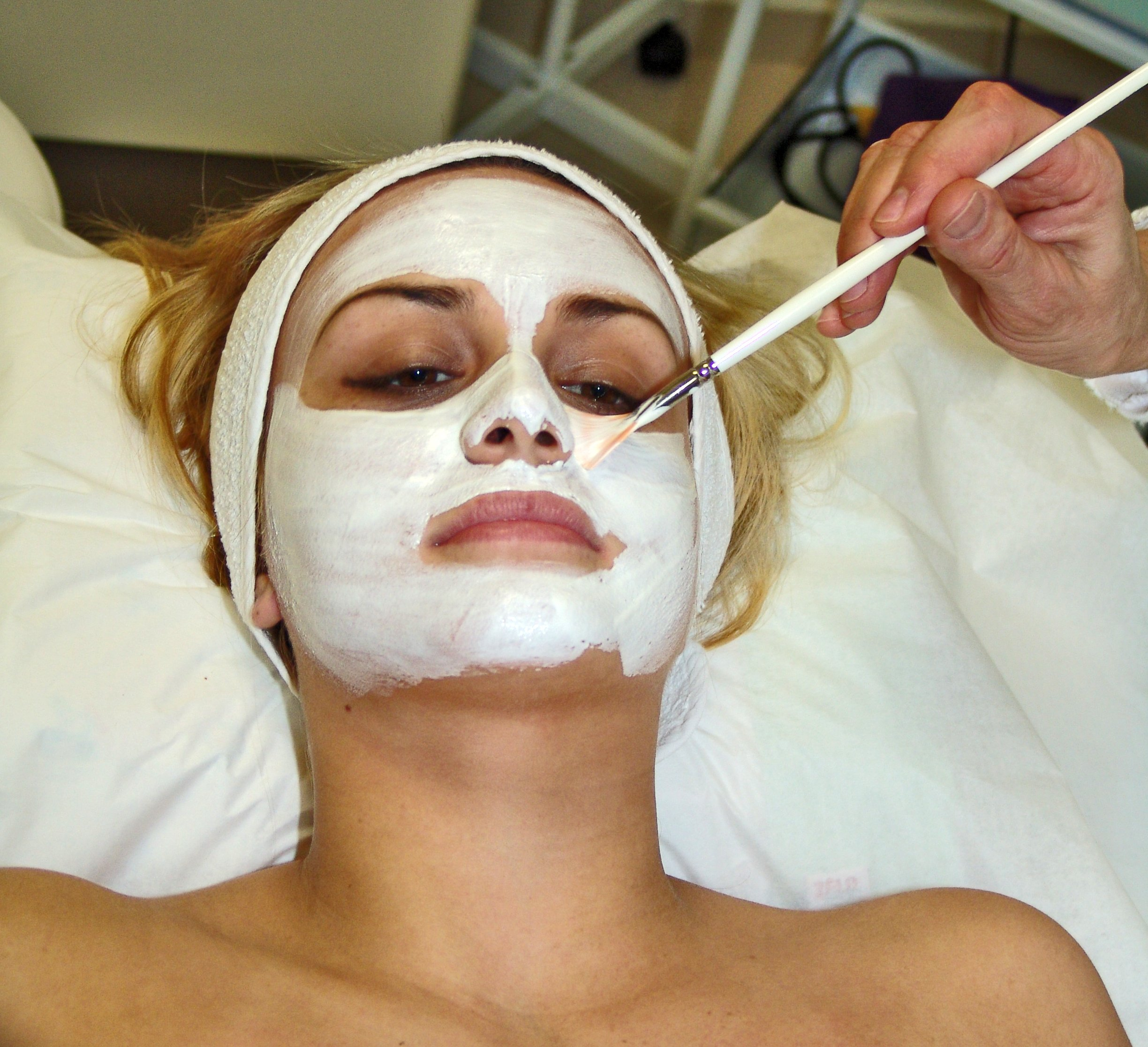
قد تتضمن علاجات الوجه استخدام قناع للوجه.

التدليك للجسم هو علاج تجميل شعبي، مع تقنيات مختلفة تقدم فوائد للبشرة (ويشمل ذلك استخدام منتجات التجميل) وزيادة الرفاهية العقلية.
يتم إزالة الشعر في بعض صالونات التجميل من خلال العلاجات مثل الشمع والخيوط. بعض صالونات التجميل تعمل على تصفيف الشعر بدلاً من الذهاب إلى صالون وتركيب شعر منفصل. وبعضها الآخر يوفر تسمير البشرة. وبعض صالونات التجميل المتخصصة المعروفة باسم صالونات الأظافر توفر العلاجات مثل الاعتناء للأظافر. المانيكير هو علاج لليدين، يشمل الأظافر. والأظافر غالبًا ما ينطوي عليها طلاء الأظافر، في حين أن العناية بالأقدام تتضمن علاج القدمين، ودمج أظافر القدم وتليينها أو إزالتها.

## الصناعة
أثبتت صالونات التجميل أنها صناعة مقاومة للركود عبر الولايات المتحدة. على الرغم من أن المبيعات قد انخفضت من أعلى مستوياتها في عام 2008 بسبب الركود العظيم، إلا أنها لا تزال قوية مع توقعات إيجابية على المدى الطويل. على الرغم من أنه خلال فترات الركود، يميل المستهلكون إلى أن يكونوا أكثر وعيًا بالأسعار، إلا أن الإنفاق مستمر في الزيادة. مع ارتفاع دخل الفرد في جميع أنحاء الولايات المتحدة منذ عام 2015، تزدهر صالونات التجميل مع الصناعة التي تولد 56.2 مليار دولار في الولايات المتحدة. العناية بالشعر هي الجزء الأكبر مع 86000 موقع. من المتوقع أن تحقق عائدات العناية بالبشرة حوالي 11 مليار دولار بحلول عام 2018. يعود هذا النمو جزئيًا إلى زيادة الوعي بشكل عام بأهمية العناية بالبشرة بين النساء الأمريكيات، ولكن أيضًا على وجه التحديد بسبب زيادة سوق الرجال. يتم توزيع السوق على نطاق واسع عبر أمريكا، مع التركيز في الشمال الشرقي والوسط الغربي. هناك أيضًا اتجاه متزايد في ظهور صالونات البوتيك والاستفادة من التسويق عبر الإنترنت لكسب العملاء والتنافس مع سلاسل الامتياز. وتقدر وزارة العمل الأمريكية أن التوظيف في الولايات المتحدة سيزداد بنسبة 20٪ بين 2008-2014، مع أكبر نمو في التوظيف من قبل متخصصي العناية بالبشرة.